# Les Secrets du château
Pour plus de détails, voir Fiche technique et Distribution.
Les Secrets du château est un téléfilm policier franco-belge réalisé par Claire de La Rochefoucauld et diffusé pour la première fois en Belgique le 27 octobre 2019 sur La Une et en France le 19 décembre 2020 sur France 3. Ce téléfilm fait partie de la collection Meurtres à....
Cette fiction est une coproduction d'Authentic Prod, France Télévisions, Fontana et la RTBF (télévision belge).

## Synopsis
Lors d'une fête au château de La Rochefoucauld, le beau-fils du duc et de la duchesse de L'Essile est assassiné à l'aide d'un peigne. Le commandant Alex Meurisse est chargé de l'enquête. Un retour et une enquête particulière pour lui puisqu'il a vécu au château et il a même vécu une histoire d'amour avec la femme de la victime. Les choses se corsent encore lorsqu'il apprend qu'il doit collaborer avec la duchesse de L'Essile, qui est également maire. Une enquête qui mêle légende et secrets de famille.

## Fiche technique[1]
- Titre original : Péril au château[2]
- Réalisation : Claire de La Rochefoucauld
- Scénario et adaptation : Laurent Mondy, d'après des personnages et une histoire de Marc Eisenchteter et Christian François
- Dialogues : Laurent Mondy et Pascal Perbet
- Société de production : Authentic Prod, France Télévisions, Fontana et la RTBF
- Production : Aline Besson et Isabelle Drong
- Musique : Arland Wrigley
- Décors : Sylvie Lobez
- Photographie : Alain Ducousset
- Montage : Nicole Brame
- Pays d'origine :  France /  Belgique
- Langue originale : français
- Genre : policier
- Durée : 90 minutes
- Dates de diffusion :
  -  Belgique : 27 octobre 2019 sur La Une[3]
  -  France : 19 décembre 2020 sur France 3

## Distribution[1]
- Anny Duperey : duchesse Hélène de L'Essile
- Jean-Charles Chagachbanian : commandant Alex Meurisse
- Hélène Seuzaret : Louise de Breuil
- Myriam Bourguignon : lieutenant Sarah Slimani
- Jean-Claude Dauphin : duc Thibaut de L'Essile
- Nadia Fossier : Dr Sophie Daney
- Stéphan Wojtowicz : Daniel Nérac
- Dominique Frot : Jacqueline Daney
- Chantal Ravalec : Sylvie de Breuil
- Marina Moncade : Rose Manzor
- Jean-Baptiste Sagory : Joachim Manzor
- Aurore Frémont : Tiffany Faubert
- Éric Bougnon : Marc Faubert
- Ayrton Cardinal : fils Faubert 1
- Paul Reulet : fils Faubert 2
- Stéphanie Sphyras : infirmière chef
- Sophie de La Rochefoucauld : procureur Balmont
- François Briault : Cédric de Breuil
- Amandine Chauveau : Chloé
- Benoît Nguyen Tat : Serge Brisseau
- Franck Beckmann : employé 1
- Dominique Courait : Monsieur Fogues
- Corinne Charvet : Madame Fogues
- Christian Caro : garagiste
- Stéphane Grossi : employé 2

## Audience
- Audience :  France : 5,077 millions de téléspectateurs (première diffusion) (19,4 % de part d'audience)[4]

## Production

### Tournage
Au centre de l'intrigue, on trouve le château de La Rochefoucauld, en Charente, où la réalisatrice Claire de La Rochefoucauld, nièce de la propriétaire actuelle du château, a posé ses caméras en avril 2019 pendant trois semaines. Parmi les acteurs, on retrouve la sœur de la réalisatrice, Sophie de La Rochefoucauld qui joue la procureure. De nombreux habitants de La Rochefoucauld et des alentours ont participé comme figurants.